# هلول (گجرات)
اسهال اسهال اسهال اسهال.